# Alain Bianchin
Alain Bianchin est un chef belge étoilé au guide Michelin, né le 30 octobre 1973 à Hal. 

## Parcours
Avant l'ouverture de son restaurant éponyme, il a passé près de 13 ans au Chalet de la Forêt (2000-2013) et 3 ans à La Villa Lorraine (2013-2015).